# بوغراره
بوغراره (به عربی: بوغرارة) یک منطقهٔ مسکونی در تونس است که در استان مدنین واقع شده‌است.